# Rejon andropowski
Rejon andropowski (ros.: Андроповский район) – rejon w Kraju Stawropolskim w Rosji z siedzibą we wsi Kursawka.